# Alaeddine Ajaraie
Alaeddine Ajaraie (Rabat, 5 gennaio 1993) è un calciatore marocchino, attaccante del NorthEast Utd.

## Carriera
Il 1º agosto 2024, il club della Indian Super League NorthEast United ha annunciato la firma di Ajaraie con un contratto di un anno con un'opzione di estensione per un altro anno.

## Palmarès

### Club
- Durand Cup: 1

NorthEast United: 2024

### Individuale
- Capocannoniere dell'Indian Super League: 1

2024-2025 (23 gol)
- Indian Super League Hero of the League: 1

2024-2025